# 达苏水电站
达苏水电站是巴基斯坦开伯尔-普什图省科希斯坦县达苏地区印度河正在兴建的大型水坝，由巴基斯坦水电开发署开发，开工于2017年，曾因土地和资金的问题而推迟，2019年复工，施工主要由中国葛洲坝集团股份负责。
2024年3月26日，达苏水电站项目车辆在途中遭遇袭击，造成5名中方人员、1名巴方人员遇难。